# Neil Etheridge
Neil Leonard Dula Etheridge (født 7. februar, 1990) er en engelsk-filippinsk målmand, der i øjeblikket spiller for den thailandske klub Buriram United FC. Derudover spiller han også for det filippinske landshold. Etheridge har tidligere repræsenteret engelske U-landshold.